# Grunwald Poznań (hokej na trawie)

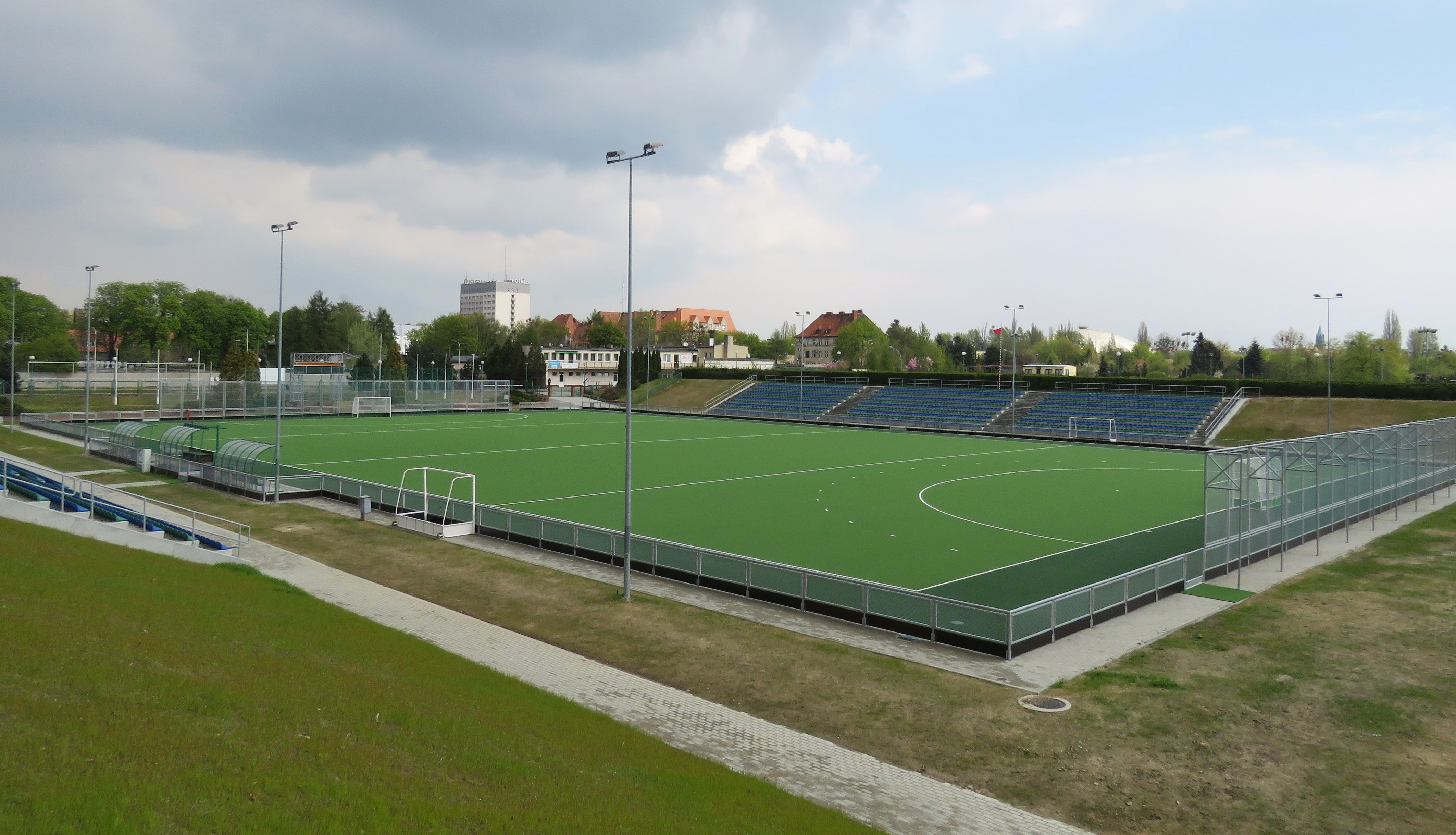
Boisko do hokeja na trawie klubu Grunwald Poznań

 WKS Grunwald Poznań – sekcja hokeja na trawie powstała w styczniu 1952 roku. Na przełomie 1951/1952 roku, Zarząd Związkowego Klubu Sportowego Włókniarz Poznań (trzecie miejsce w Mistrzostwach Polski w 1950) wystąpił z propozycją do Zarządu Garnizonowego Wojskowego Klubu Sportowego (GWKS) Poznań o przejęcie sekcji hokeja na trawie i lodzie, której nie był w stanie utrzymać. Kierownictwo GWKS wyraziło zgodę i oficjalnie przejęto sekcję.

## Sukcesy
- Mistrz Polski: (28x) – 1955, 1966, 1992, 1993, 1994, 1996, 1997, 1999, 2000, 2001, 2002, 2003, 2008, 2009, 2010, 2011[2], 2012[3], 2013[4], 2015, 2016, 2017, 2018, 2019, 2020, 2021, 2022, 2024[5], 2025[6]
  - jako WKS Poznań: (3x) – 1935, 1936 i 1938
- Wicemistrz Polski: (19x) – 1956, 1958, 1959, 1963, 1971, 1972, 1973, 1975, 1987, 1990, 1991, 1995, 1998, 2004, 2005, 2006, 2007, 2014, 2023
- III miejsce: (10x) – 1957, 1961, 1962, 1965, 1967, 1970, 1974, 1985, 1986, 1989,
- Halowy Mistrz Polski: (20x) – 1961, 1963, 1965, 1966, 1974, 1992, 1993, 2001, 2003, 2010[7], 2011, 2012[8], 2013[9], 2014, 2015, 2016, 2018, 2019, 2022, 2023[10]
- Halowy Wicemistrz Polski: (14x) – 1967, 1970, 1972, 1975, 1988, 1990, 1991, 2005, 2007, 2009, 2017, 2020, 2021, 2025[11]
- Halowe III miejsce: (5x) – 1987, 1989, 1994, 1996, 1999,